# Llopada (U-Boot)
|  | Aquest article tracta sobre la tàctica de guerra submarina. Vegeu-ne altres significats a «llop». |

|  | No s'ha de confondre amb llopada. |

El terme Llopada es refereix a la tàctica d'atac en massa contra els combois emprada pels U-Boots de la Kriegsmarine alemanya durant la Batalla de l'Atlàntic i pels submarins de la Marina dels Estats Units contra els vaixells japonesos a l'oceà Pacífic durant la II Guerra Mundial.
Karl Dönitz va fer servir el terme alemany Rudel per descriure la seva estratègia de guerra submarina: Rudel voldria dir un ramat d'animals, i es traduí en anglès (i, per extensió, a la resta de llengües) com a "wolf pack" (Wolfsrudel), una llopada, en una traducció més metafòrica.
Els moviments dels submarins estaven controlats pels Befehlshaber der Unterseeboote (comandant de submarins) i, a l'hora de donar ordres, aquests estaven molt més restringits que els seus col·legues americans, els quals tenien una tremenda independència un cop es trobaven de patrulla. Els U-boots patrullaven per separat, en unes línies coordinades en recerca de les rutes dels combois, i només se'ls ordenava reunir-se quan es localitzava un comboi i el BdU els alertava. Així doncs, un Rudel consistia en tants submarins com poguessin arribar a temps per participar en l'atac. Amb l'excepció de les ordres rebudes pel BdU, els comandants de submarí podien atacar a discreció. Sovint, els comandants preveien quants submarins es podrien reunir i, un cop establien contacte amb el comboi, es feien senyals per saber quants n'eren. Si el nombre era suficient, o si hi havia l'amenaça que l'escorta s'incrementés, llavors atacaven.
Les llopades americanes, oficialment anomenades grups d'atac coordinats, normalment estaven formades per tres submarins que patrullaven a prop i s'organitzaven abans que abandonessin el port sota la comandància del capità superior de tots tres.
Encara que les llopades van ser una amenaça greu per als Aliats, aquests desenvoluparen tàctiques per destruir l'organització d'aquestes formacions, sobretot aprofitant el fet que els submarins requerien l'ús massiu de la ràdio per coordinar els atacs. Això els feia vulnerables a un enginy anomenat Localitzador de Direcció d'Alta Freqüència (HF/DF o "Huff-Duff"), que permetia a les forces navals aliades localitzar les naus enemigues mentre transmetien i llavors atacar-les. També una cobertura aèria efectiva, amb avions de radi d'acció llarg i equipats amb radar, juntament amb portaavions d'escorta, permetia localitzar els U-boots mentre seguien un comboi (esperant la cobertura nocturna per atacar). Els destructors de l'Atlàntic també feien servir càrregues de profunditat i altres mines petites que es podien llançar pels costats dels vaixells.
Les llopades van desaparèixer durant la Guerra Freda, ja que els submarins moderns tenen millors armes i més velocitat submarina que els de la II Guerra Mundial i, per tant, ja no necessiten actuar en grans grups. En el seu lloc, la Marina dels Estats Units desplega els submarins en patrulles individuals. Els submarins amb míssils balístics sempre actuen sols. No obstant això, es recuperà el terme durant la Guerra d'Iraq al març del 2003 per referir-se a les flotes submarines britàniques i americanes que actuaven juntes al Mar Roig, disparant míssils Tomahawk sobre els objectius iraquians.
Recentment, el terme llopada s'usa per referir-se a les tàctiques de llanxes amb míssils iranianes en un hipotètic conflicte amb els americans.